# Daring Youth
Daring Youth er en amerikansk stumfilm fra 1924 af William Beaudine.

## Medvirkende
- Bebe Daniels som Alita Allen
- Norman Kerry som John J. Campbell
- Lee Moran som Arthur James
- Arthur Hoyt som Winston Howell
- Lillian Langdon som Mrs. Allen
- George C. Pearce som Mr. Allen